# Steyrermühl-Konzern

Steyrermühl-Kalender mit Motiven der Wiener Stadtbahn, 1899

Der Steyrermühl-Konzern war ein im 19. und 20. Jahrhundert bedeutender österreichischer Medienkonzern, der die Papierfabrikation (im Ortsteil Steyrermühl der oberösterreichischen Gemeinde Laakirchen) ebenso umfasste wie Druckereien, Zeitungen und Buchverlage.

## Geschichte
Die Steyrermühl Papier- und Verlagsgesellschaft war eine 1872 von August von Barber und Moritz Szeps gegründete Aktiengesellschaft zum Betrieb der Papierfabrikation, des Druckgewerbes und zur Ausübung des Verlagsgeschäftes, insbesondere zur Herausgabe periodischer Druckschriften.
Die Steyrermühl AG verlegte unter anderem das von Szeps in die Gesellschaft eingebrachte, hoch profitable Neue Wiener Tagblatt und das Neue Wiener Abendblatt. Der Konzern edierte ab 1923 auch die Tagblatt-Bibliothek, eine erfolgreiche Buchreihe. 
Gegen Ende der Donaumonarchie gelang es Rudolf Sieghart, dem Leiter der Bodencreditanstalt, den Steyrermühlkonzern unter seinen persönlichen Einfluss zu bringen. Vor allem in den 1920er Jahren war der Konzern wegen Siegharts klar antimarxistischer Politik und der Unterstützung der Heimwehren und der Christlichsozialen Partei bei Sozialdemokraten umstritten. 1938 musste das Tagblatt von der Steyrermühl an eine NSDAP-nahe Gesellschaft abgegeben werden. Die Steyrermühl AG schied damit als Zeitungsverleger aus.
Nach 1945 gelang es der KPÖ dank des Wohlwollens der sowjetischen Besatzungsmacht, die modernen Druckereibetriebe des „Ostmärkischen Zeitungsverlages“, die das NS-Unternehmen 1938 durch „Arisierung“ vom Steyrermühl-Konzern übernommen hatte, für einige Jahre für ihren Globus-Konzern zu pachten. Der Steyrermühlkonzern geriet nach einer Zwischenphase, in der auch die beiden damals verstaatlichten Großbanken Österreichische Länderbank und Creditanstalt beteiligt waren, in das 90-prozentige Eigentum der damaligen Gewerkschaftsbank BAWAG.
Im Zug der Internationalisierung der Papierproduktion gelangte die Papierfabrikation in Laakirchen 1996 zunächst in deutschen (siehe Haindl Papier, Papierfabrik Steyrermühl AG), dann ab 2001 in finnischen Besitz (siehe UPM-Kymmene, Steyrermühl GmbH). Zuletzt wurde das Werk 2024 an den österreichischen Konzern Heinzel Group verkauft. Das Schwesterwerk Laakirchen Papier AG befindet sich in unmittelbarer Nähe, wodurch sich günstige Synergien ergeben. Im Zuge mehrmaliger Restrukturierungen kam es zur Musealisierung eines Teils der Industrieanlagen. So ist in den historischen Werkshallen der Papierfabrik Steyrermühl, wo von 1868 bis 1988 Papier und Zellstoff erzeugt wurde, heute das Papiermachermuseum Steyrermühl untergebracht.

Die Papierfabrik Steyrermühl in einer Werbeeinschaltung der Illustrierten Zeitung Österreichs (Kaiser-Jubiläumsnummer, 2. Dezember 1908)